# XX Settembre
XX Settembre (« 20 septembre ») est une zone urbanistique de la ville de Rome, désigné par le code 1.f, qui s'étend sur 4 rioni du Municipio I suivants :
- R.II - Trevi
- R.XVI - Ludovisi
- R.XVII - Sallustiano
- R.XVIII - Castro Pretorio

L'ensemble compte en 2010 : 10 670 habitants.